# Shlomo Ephraim Luntschitz

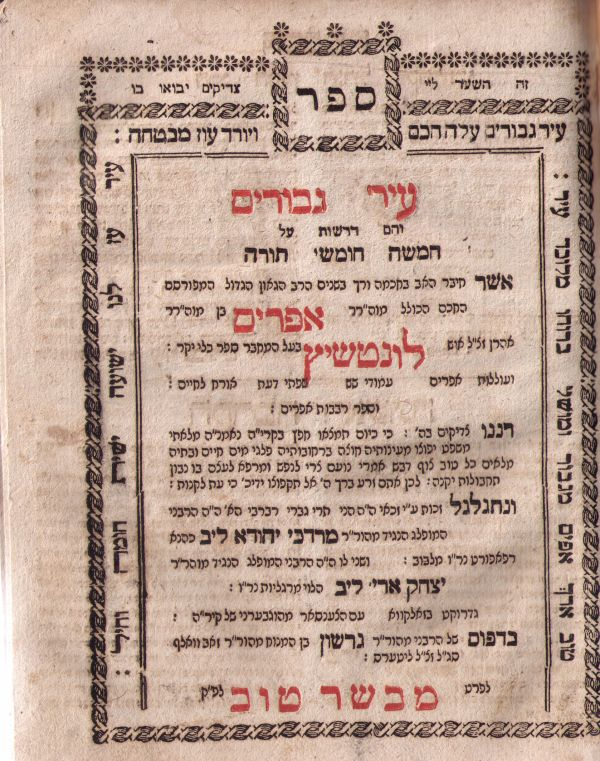
Ir giborim, 1799

Shlomo Ephraim ben Aaron Luntschitz (* 1550 in Łęczyca, Polen; gestorben am 21. Februar 1619 in Prag) war ein jüdischer Gelehrter, Rabbiner und Kommentator der Tora.

## Leben
Luntschitz studierte bei Salomo Luria in Lublin und stand später als Leiter der Jeschiwa in Lemberg vor. 1604 wurde er zum Rabbi in Prag ernannt und blieb dort bis zu seinem Tod. Luntschitz ist bekannt für seine Kommentare zur Torah, Keli Yakar, die zuerst 1602 in Lublin erschienen. Sie sind heute noch bekannt und werden in verschiedenen Ausgaben des Pentateuch, der fünf Bücher Moses, mit abgedruckt.

## Bekannte Werke
- Ir Giborim. erstmals in Basel gedruckt, 1580.
- Olelot Ephraim. vier Bände mit Gebeten, erstmals in Lublin veröffentlicht, 1590.
- Orach le-Chayim. Gebete zu besonderen Feiertagen wie Shabbat Shuvah und Shabbat Ha-Gadol, Lublin 1595.
- Keli Yakar. Kommentare zum Pentateuch, Lublin 1602.
- Siftei Da'at. eine Fortsetzung der Kommentare in Keli Yakar. Prag 1610.
- Amudei Shesh. Gebete. Prag 1617.